# Viktor Kingissepp
Viktor Kingissepp (ur. 12 marca?/24 marca 1888, zm. 3 maja 1922) – estoński działacz komunistyczny.
Był zastępcą przewodniczącego utworzonego 22 października 1917 w Rewlu Estońskiego Komitetu Wojskowo-Rewolucyjnego. Jako jego przedstawiciel podpisał, 27 października na Toompea, dokument, na mocy którego komisarz guberialny, Jaan Poska przekazywał bolszewikom władzę wykonawczą na terytorium Estonii. W czasie wojny estońsko-bolszewickiej, przerzucony z Rosji, wspierał estońskich komunistów. Po zakończeniu działań wojennych kierował podziemną KPE. Aresztowany, został skazany przez trybunał wojenny na karę śmierci. Wyrok wykonano.